# بوندای، نیو ساوت ولز
بُندای (به انگلیسی: Bondi) یک شهرک در استرالیا است که در نیو ساوت ولز واقع شده‌است.